# Miastków Kościelny (gemeente)
De gemeente Miastków Kościelny is een landgemeente in het Poolse woiwodschap Mazovië, in powiat Garwoliński.
De zetel van de gemeente is in Miastków Kościelny.
Op 30 juni 2004 telde de gemeente 5073 inwoners.

## Oppervlakte gegevens
In 2002 bedroeg de totale oppervlakte van gemeente Miastków Kościelny 85,24 km², waarvan:
- agrarisch gebied: 80%
- bossen: 16%

De gemeente beslaat 6,64% van de totale oppervlakte van de powiat.

## Demografie
Stand op 30 juni 2004:
| Omschrijving                   | Totaal | Totaal | Vrouwen | Vrouwen | Mannen | Mannen |
| ------------------------------ | ------ | ------ | ------- | ------- | ------ | ------ |
| eenheid                        | aantal | %      | aantal  | %       | aantal | %      |
| inwoners                       | 5073   | 100    | 2478    | 48,8    | 2595   | 51,2   |
| bevolkingsdichtheid (inw./km²) | 59,5   | 59,5   | 29,1    | 29,1    | 30,4   | 30,4   |

In 2002 bedroeg het gemiddelde inkomen per inwoner 1256,87 zł.

## Administratieve plaatsen (sołectwo)
Brzegi, Glinki, Kruszówka, Kujawy, Miastków Kościelny, Oziemkówka, Przykory, Ryczyska, Stary Miastków, Wola Miastkowska, Zabruzdy, Zabruzdy-Kolonia, Zasiadały, Zgórze, Zwola, Zwola Poduchowna.

## Aangrenzende gemeenten
Borowie, Górzno, Stoczek Łukowski, Wola Mysłowska, Żelechów